# Joaquín García Icazbalceta
Joaquín García Icazbalceta (Città del Messico, 21 agosto 1824 – 26 novembre 1894) è stato un filologo e storico messicano.
Pubblicò gli scritti di altri autori messicani che lo precedettero, scrisse una biografia di Juan de Zumárraga, e tradusse il Conquest of Mexico di William H. Prescott. Le sue opere sul Messico coloniale vengono citate anche oggi.

## Biografia
García Icazbalceta nacque a Città del Messico da una facoltosa famiglia spagnola. La famiglia fu esiliata in Spagna nel 1829, poco dopo il riconoscimento dell'indipendenza del Messico, per atto del Congresso, e poté fare ritorno solo sette anni dopo.
Fu educato da tutori e con letture indipendenti. Imparò numerose lingue europee, facendo ricerche sull'America spagnola. I suoi studi furono interrotti dallo scoppio della guerra messico-statunitense, a cui prese parte. Dopo la guerra riprese i suoi studi.
Sposò Filomena Pimentel (che morì di parto), nipote del conte di Heras.
Spese gran parte della sua vita accumulando grandi collezioni di libri, documenti e manoscritti di epoca coloniale, che poi utilizzò nelle sue opere.

## Opere
García Icazbalceta scrisse una biografia di Juan de Zumárraga, primo arcivescovo di Città del Messico, nel periodo in cui la storia messicana veniva rivalutata, fornendo una visuale critica dell'arcivescovo e degli ordini religiosi che convertirono i nativi. In quest'opera elenca accuse liberali e protestanti secondo le quali l'arcivescovo era "ignorante e fanatico", rimarcando la fama sua e degli altri francescani di salvatori degli indiani, e sottolineando la brutalità dell'autorità civile.
Evidenziò anche il ruolo dell'arcivescovo nel finanziare le istituzioni educative quali il Colegio Santa Cruz, assegnandogli il merito di aver introdotto la pressa da stampa nell'emisfero occidentale.
Disapprovò le critiche sollevate da Mier, Bustamante e Prescott, secondo le quali Zumárraga avrebbe giocato un importante ruolo nella distruzione dei codici aztechi, affermando che buona parte della distruzione si ebbe prima dell'arrivo di Zumárraga, che nessun cronico spagnolo aveva citato libri bruciati, e che quello citato da Alva de Ixtlilxochitl era stato raccontato dagli abitanti di Tlaxcala nel 1520.
Usò anche il proprio libro per criticare l'ipocrisia vista nei legislatori liberali che, mentre attaccavano l'arcivescovo per la crudeltà mostrata contro gli indiani, tradivano il retaggio dei nativi ponendo numerosi limiti all'esportazione di antiche opere d'arte ed artefatti.
Il libro si dimostrò sufficiente per restaurare la credibilità dell'arcivescovo ed il ruolo dei francescani come fondatori della società messicana, ma sollevò altre questioni. In molti furono a disagio nel notare la mancata citazione dell'apparizione della Vergine Maria come Nostra Signora di Guadalupe, o la costruzione della cappella in suo onore fatta da Zumárraga.
In effetti García Icazbalceta aveva scritto un capitolo su questo argomento, che scelse di non includere nella versione definitiva dell'opera dietro richiesta di Francisco Paula de Verea, vescovo di Puebla. In esso affermava di non aver trovato documenti contemporanei che parlassero dell'apparizione, citando l'opera di Miguel Sánchez del 1648, intitolata Imagen de la Virgen, come primo riferimento all'evento.
Nonostante il suo prestigio come miglior storico messicano del tempo, il suo conservatorismo politico ed il suo devoto cattolicesimo, ricevette attacchi da coloro che difendevano la storicità dell'apparizione. In risposta ad una domanda fatta da Pelagio Antonio de Labastida, arcivescovo di Città del Messico, scrisse un resoconto dettagliato di "cosa la storia ci dice circa l'apparizione di Nostra Signora di Guadalupe a Juan Diego".
In esso delinea i problemi storici relativi alla tradizionale leggenda dell'apparizione. Tra questi il silenzio sul fenomeno dei documenti storici, soprattutto quelli di Zumárraga, la mancanza di qualsiasi documento nahuatl citato da precedenti storici, l'impossibilità di verificare la fioritura nel mese di dicembre (aspetto importante della narrativa tradizionale), e l'improbabilità che "Guadalupe" fusse un nome nahuatl. Inoltre citò inconsistenze tra gli studi sull'icona come ragione di dubbio sulla storicità dell'apparizione.
Iniziò a lavorare su un dizionario di messicano spagnolo, Vocabulario de Mexicanismos, che si fermò alla lettera "G" e fu pubblicato postumo.

## Morte e retaggio
García Icazbalceta morì di ictus all'età di 64 anni.
Le sue opere sui francescani del Messico coloniale hanno influenzato il lavoro di Ignacio Manuel Altamirano, uno storico contemporaneo.